# Phenacoccus prodigialis
Phenacoccus prodigialis är en insektsart som beskrevs av Ferris 1950. Phenacoccus prodigialis ingår i släktet Phenacoccus och familjen ullsköldlöss. Inga underarter finns listade i Catalogue of Life.